# Shanggu (sockenhuvudort i Kina, Jiangxi Sheng, lat 26,80, long 115,58)
Shanggu är en sockenhuvudort i Kina. Den ligger i provinsen Jiangxi, i den sydöstra delen av landet, omkring 210 kilometer söder om provinshuvudstaden Nanchang. Antalet invånare är 9 559. Befolkningen består av 4 581 kvinnor och 4 978 män. Barn under 15 år utgör 23,0 %, vuxna 15-64 år 69 %, och äldre över 65 år 6,0 %.
Runt Shanggu är det ganska tätbefolkat, med 172 invånare per kvadratkilometer. Närmaste större samhälle är Longgang Shezu, 7,1 km söder om Shanggu. I omgivningarna runt Shanggu växer i huvudsak blandskog.
Genomsnittlig årsnederbörd är 2 107 millimeter. Den regnigaste månaden är juni, med i genomsnitt 314 mm nederbörd, och den torraste är oktober, med 22 mm nederbörd.